# Niklas Gudmundsson
Niklas Lars Roger Gudmundsson (Trönninge, 29 febbraio 1972) è un ex calciatore svedese, di ruolo attaccante.

## Carriera

### Club
Ha giocato nel campionato svedese e inglese.

### Nazionale
Con la sua Nazionale partecipò ai Giochi olimpici del 1992.